# Знаци (филм из 2002)
Знаци (енгл. Signs) је научнофантастични трилер филм, из 2002. године, режисера М. Најт Шјамалана, у којем главне улоге играју Мел Гибсон, Хоакин Финикс, Рори Калкин и Абигејл Бреслин. Прича прати свештеника Грејама Хеса, који открива кругове у житу на својој фарми. Он убрзо открива да је за овај феномен одговоран ванземаљски живот. Филм се бави темама као што су вера, сродство и ванземаљци.
Филм је широм света зарадио преко 408 милиона долара, уз буџет од 72 милиона долара, што га је учинило седмим најуспешнијим филмом из 2002. године. Филм је добио позитивне критике од стране критичара, који су хвалили филмску атмосферу и причу, али су критиковали поједине аспекте сценарија. Блу-реј издање филма које садржи коментаре режисера, сцене са снимања и избрисане сцене је реализовано у Сједињеним Државама 3. јуна 2008. године.

## Радња
Свештеник Грејам Хес (Мел Гибсон) изгубио је веру у Бога после женине погибије у ужасној саобраћајној несрећи. Са ћерком, сином и братом Мерилом сели се на фарму. На њиховом пољу почињу да се појављују кругови које Грејам приписује локалним пробисветима. Након што су чули чудну буку и на вестима видели да се такви кругови појављују широм света, породица почиње да сумња у ванземаљску умешаност. Морају да остану заједно и да верују, а као породица морају да преживе многе муке и нађу начин да побегну из канџи ванземаљских нападача.

## Улоге
| Глумац           | Улога                        |
| ---------------- | ---------------------------- |
| Мел Гибсон       | свештеник Грејам Хес         |
| Хоакин Финикс    | Мерил Хес                    |
| Рори Калкин      | Морган Хес                   |
| Абигејл Бреслин  | Бо Хес                       |
| Шери Џоунс       | полицајака Каролин Паски     |
| М. Најт Шјамалан | Реј Реди                     |
| Патриша Калембер | Колин Хес                    |
| Тед Сатон        | наредник прве класе Канингам |